# Сейны (гмина)
Сейны (пол. Sejny) — сельская гмина (волость) в Польше, входит как административная единица в Сейненский повет, Подляское воеводство. Население — 4111 человек (на 2004 год).

## Демография
| Перепись                       | Всего   | Всего | Женщины | Женщины | Мужчины | Мужчины |
| ------------------------------ | ------- | ----- | ------- | ------- | ------- | ------- |
| Единицы                        | человек | %     | человек | %       | человек | %       |
| Население                      | 4111    | 100   | 1961    | 47,7    | 2150    | 52,3    |
| Плотность населения (чел./км²) | 18,9    | 18,9  | 9       | 9       | 9,9     | 9,9     |

## Поселения
1. Бабаньце
2. Бержники
3. Бержники-Фольварк
4. Бержаловце
5. Босе
6. Бубеле
7. Бурбишки
8. Дегуце
9. Дубово
10. Душница
11. Дворчиско
12. Гавиняньце
13. Грудзевщызна
14. Грышканьце
15. Холны-Маера
16. Холны-Вольмера
17. Енорайсце
18. Йоделишки
19. Кельчаны
20. Клейвы
21. Колёне-Сейны
22. Константынувка
23. Красногруда
24. Красново
25. Крейвиньце
26. Лясанка
27. Лумбе
28. Маркишки
29. Марыново
30. Марыново-Колёня
31. Новосады
32. Ножегары
33. Огродники
34. Ольшанка
35. Подкуны
36. Подляски
37. Посеянка
38. Посейны
39. Пулкоты
40. Рахеляны
41. Радзюце
42. Радзюшки
43. Рынкоезоры
44. Сумово
45. Штабинки
46. Свяцке
47. Виграньце
48. Залеске
49. Зарубы
50. Жегары

## Соседние гмины
1. Гмина Гибы
2. Гмина Краснополь
3. Гмина Пуньск
4. Сейны